# Davide Bianchetti
Davide Bianchetti (* 8. März 1977 in Brescia) ist ein ehemaliger italienischer Squashspieler.

## Karriere
Davide Bianchetti begann seine professionelle Karriere im Jahr 1996 und gewann zwölf Titel auf der PSA World Tour. Darüber hinaus stand er in 13 weiteren Finals. Seine höchste Platzierung in der Weltrangliste war Rang 24 im Oktober 2004. Mit der italienischen Nationalmannschaft nahm er 2009 und 2011 an Weltmeisterschaften sowie an mehreren Europameisterschaften teil. In den Jahren 1995, 1996, 1998, 1999 und 2014 wurde er italienischer Meister. Bianchetti ist für hitzige Diskussionen mit Schiedsrichtern bekannt. Unter anderem führte dies bei der Einzel-Weltmeisterschaft 2011 in der ersten Runde gegen Saurav Ghosal zur Disqualifikation Bianchettis nach dem zweiten Satz.
Davide Bianchetti ist mit der Schweizer Squashspielerin Julia Schmalz liiert. Das Paar wurde im Frühjahr 2014 Eltern einer Tochter.

## Erfolge
- Gewonnene PSA-Titel: 12
- Italienischer Meister: 5 Titel (1995, 1996, 1998, 1999, 2014)